# 大托叶冷水花
大托叶冷水花（学名：Pilea amplistipulata）为荨麻科冷水花属的植物，是中国的特有植物。分布在中国大陆的云南等地，生长于海拔580米的地区，多生长在石灰岩地区山谷阴处，目前尚未由人工引种栽培。

## 别名
镜面草（云南金平）